# Palmorchis pubescentis
Palmorchis pubescentis är en orkidéart som beskrevs av João Barbosa Rodrigues. Palmorchis pubescentis ingår i släktet Palmorchis och familjen orkidéer. Inga underarter finns listade i Catalogue of Life.

## Bildgalleri

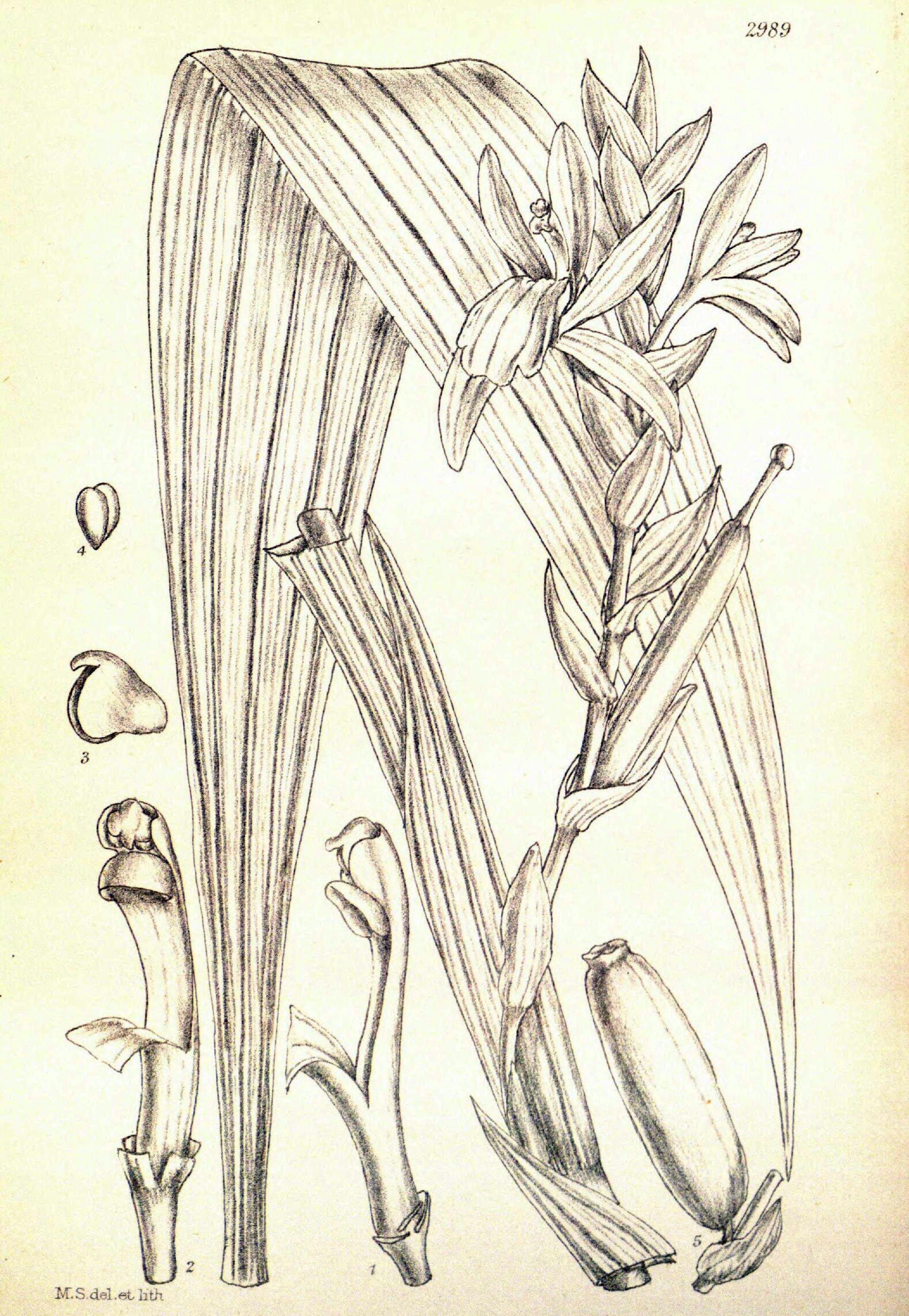
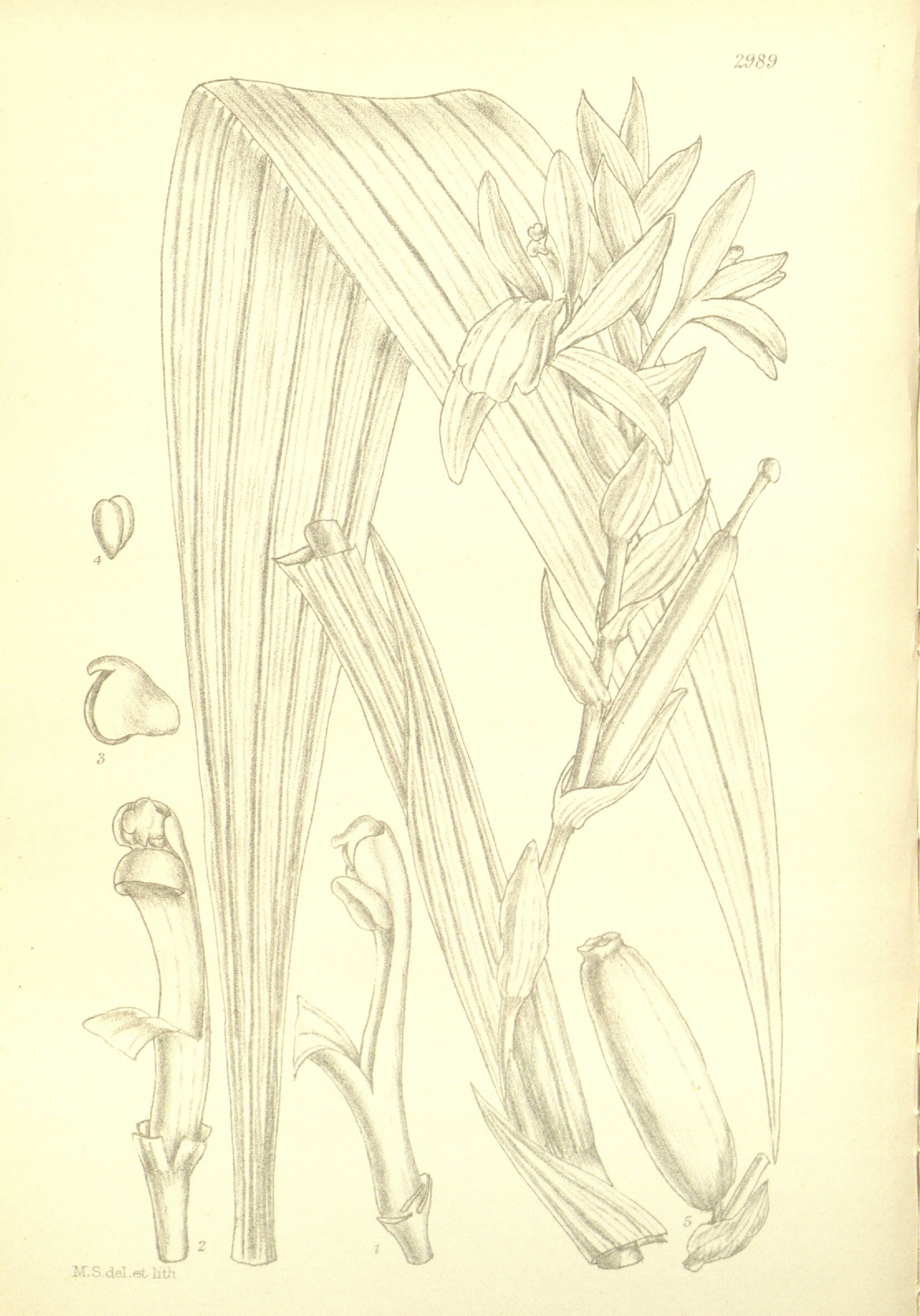